# Nesiotoniscus affinis
Nesiotoniscus affinis là một loài chân đều trong họ Trichoniscidae. Loài này được Argano & Manicastri miêu tả khoa học năm 1990.